# William Molyneux
William Molyneux (Dublino, 17 aprile 1656 – 11 ottobre 1698) è stato uno scienziato e scrittore irlandese.

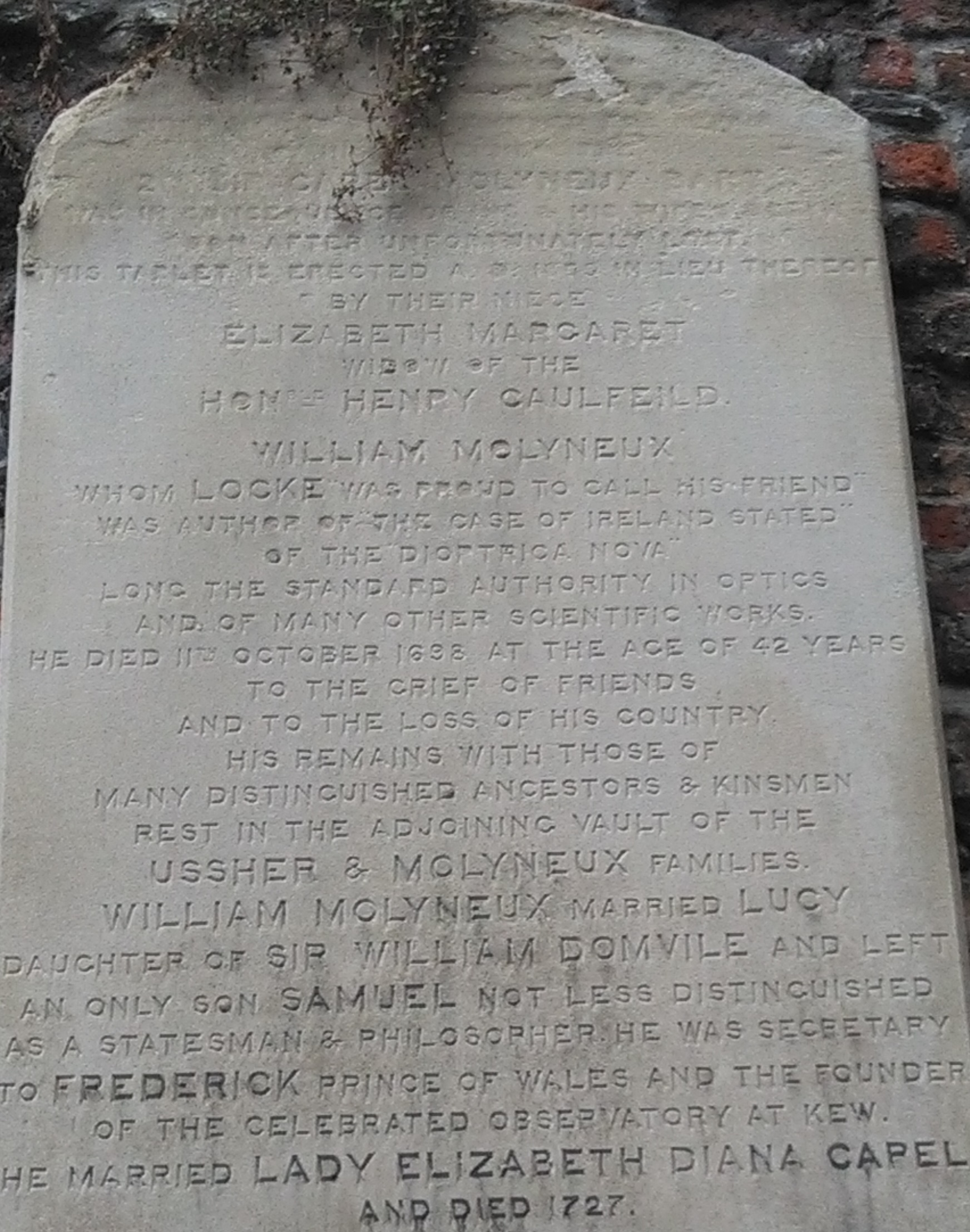
La sua lapide

Si laureò al Trinity College di Dublino. Era membro della Royal Society e ne fondò la "branca irlandese", la Dublin Philosophical Society, nel 1680. Tra l'altro sedette come membro del parlamento irlandese.
In corrispondenza con John Locke, formulò la questione filosofica nota come problema di Molyneux: ovvero se ad una persona nata cieca, si potesse per ipotesi ridonare dopo anni la vista, riuscirebbe a distinguere le forme con il nuovo senso acquisito?

## Opere

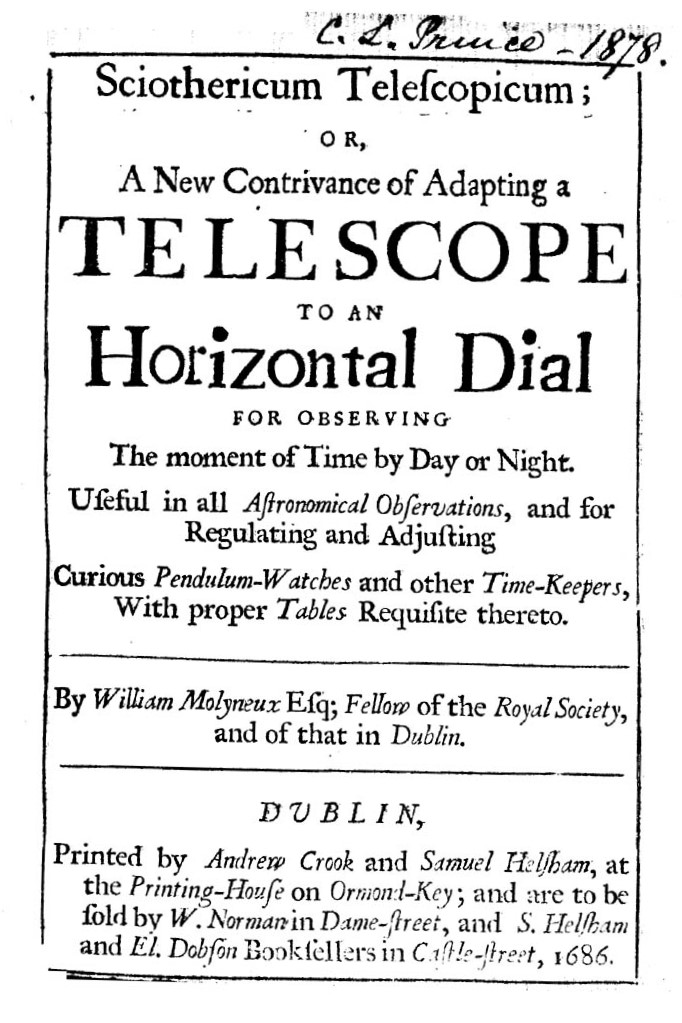
Sciothericum telescopicum, or A new contrivance of adapting a telescope to an horizontal dial for observing the moment of time by day or night, 1686

- (EN) William Molyneux, Sciothericum telescopicum, or A new contrivance of adapting a telescope to an horizontal dial for observing the moment of time by day or night, 1686.